# Nyodes acatharta
Nyodes acatharta là một loài bướm đêm trong họ Noctuidae.